# Sharren Haskelová
Sharren Haskelová (hebrejsky שרן מרים השכל-הרפז‎, Šaren Mirjam Haskel-Harpaz; * 4. března 1984) je izraelská politička a poslankyně Knesetu za stranu Likud.

## Biografie
Sharren Haskelová se narodila v Kanadě a ve věku jednoho roku imigrovala do Izraele. Sloužila u Izraelské hraniční policie. Podle údajů z roku 2015 studuje politologii a mezinárodní vztahy na Open University of Israel a pracuje jako veterinární zdravotní sestra.
Ve volbách v roce 2015 kandidovala do Knesetu za stranu Likud na 31. místě kandidátní listiny. Nebyla zvolena, ale do Knesetu nastoupila v srpnu 2015 jako náhradnice poté, co poslanec Danny Danon odešel z parlamentu na post izraelského vyslance při OSN.
V otázce izraelsko-palestinského mírového procesu má blízko k názorům premiéra Netanjahua. Palestinci jsou podle ní zatím nepřipraveni na ukončení konfliktu. V případě dohody požaduje, aby si Izrael ponechal kontrolu nad regionem Jordánského údolí a ty izraelské osady, které leží ve velkých územních blocích. V politické činnosti se hodlá zaměřovat na ekologická témata.